# محمد مارمادوك بكتال
محمد مارمادوك بكتال أو مارمادوك بكتال (بالإنجليزية: Mohammed Marmaduke Pickthall)‏ (لندن 19 مايو 1875 - سري 1936) هو بريطاني مسلم مختص في الدين الإسلامي، مشهور بترجمته لمعاني القرآن الكريم إلى الإنجليزية والتي كتبها بأسلوب أدبي شعري.
مارمادوك بكتال كان روائياً وصحفياً وقيادياً دينياً وسياسياً. وقد أعلن تحوله من المسيحية إلى الإسلام بشكل دراماتيكي مثير عقب تقديمه لخطاب حول «الإسلام والتقدم» في 29 نوفمبر، 1917.

## حياته
ينتسب إلى القائد الجرماني وليم الفاتح النورمندي. توفي والده وهو ما يزال في سن الخامسة، وقد عُرف عن مارمادوك بكتال حينها كونه طفلاً خجولاً ومريضاً بالالتهاب الشعبي.
في مرحلة لاحقة من حياته، تنقل في العديد من بلاد المشرق، حتى بات يعتبر مختصاً في شؤون الشرق الأوسط. وزار مملكة حيدر آباد وقابل نظام حيدر أباد، وقد عرف عنه تأييده القوي للدولة العثمانية حتى قبل إعلانه لإسلامه. وقد عرف عنه دفاعه عن تركيا زمن الدعاية المكثفة في بريطانيا حول المجازر ضد الأرمن. كما أنه عندما طُلب من المسلمين البريطانيين أن يقرروا ما إذا كان ولاؤهم هو لقوات الحلفاء (بريطانيا وفرنسا) أم لقوات المحور (ألمانيا وتركيا)، فإن بكتال قال بشكل واضح بأنه مستعد للقتال من أجل بلده شريطة ألا يقاتل الأتراك.
وقد جند إلزامياً أواخر الحرب العالمية الأولى حيث عمل في مستشفى لعزل الإنفلونزا التي انتشرت في ذلك الوقت.
في 1920 سافر إلى الهند مع زوجته، وعمل محرراً صحفياً هناك، وهناك أتم ترجمة معاني القرآن الكريم. ثم عاد إلى بريطانيا في 1935 ليقضي ما تبقى من حياته. توفي في العام التالي ودفن في مقابر المسلمين في سري في إنجلترا في نفس المقبرة التي دفن فيها عبد الله يوسف علي.

## أعماله
درس الشرق ونشر العديد من المقالات والروايات حوله، كما نشر ترجمة معاني القرآن الكريم التي أعدها والتي حظيت بإقرار وموافقة الأزهر عليها، واعتبرها البعض إنجازاً أدبياً كبيراً. وما يزال إرث بكتال يحظى بكثير من الاهتمام من قبل المسلمين الجدد على سبيل الخصوص.

## وصلات خارجية
- سيرة حياته (بالإنجليزية)
- عدد من مؤلفات بكتال من مشروع غوتنبرغ.